# I desideri erotici di Christine
I desideri erotici di Christine (Une vierge chez les morts vivants) è un film del 1971 diretto da Jesús Franco.
Il film venne distribuito anche con i titoli Una vergine tra i morti viventi e Gli zombi cannibali.

## Trama
La giovane Christina, orfana di madre e che non ha mai conosciuto il padre, deve recarsi in un misterioso castello immerso nella natura di Monteserrate, dove incontrerà per la prima volta la sua famiglia nell'occasione della lettura del testamento del padre, morto suicida. In paese tutti le dicono che il castello è disabitato, ma la ragazza vi trova un'allegra combriccola di personaggi: un servo dislessico, interpretato dallo stesso Jess Franco, uno zio cinico che suona allegramente il pianoforte mentre la moglie sta morendo, una zia sadica e sinistra, una lesbica e affascinante amica dello zio e una giovane veggente. Infine, incontra il fantasma del padre con la corda al collo e una misteriosa signora dai capelli neri, che vaga nei dintorni del castello e che il padre chiama «la regina delle tenebre».
Nominata erede universale dal padre, Christina potrebbe occupare il castello liberandosi del parentado, ma il suo buon cuore la spinge a pregarli di restare. Una scelta che sarà fatale alla sua psiche malata. Passando di incubo in incubo, si risveglia in un letto di ospedale, forse psichiatrico: lo stesso da dove era partita all'inizio. Qui muore tendendo la mano verso il nulla e, nella scena finale, si immerge nello stagno delle ninfee vicino al castello insieme alla regina delle tenebre, seguito dalla processione dei parenti: i non morti che grazie a lei possono finalmente trovare pace.

## Produzione
In Francia il film è stato distribuito dalla Durif ed era stato distribuito nelle sale il 15 novembre 1973, mentre in Italia venne distribuito nelle sale il 26 ottobre 1978.
Girato in Portogallo, il film è citato dal regista con il titolo di lavorazione La Nuit des Étoiles Filantes (La notte delle stelle cadenti).
Del film Franco ha detto: «È un piccolo film che amo molto, In genere io non amo i miei film ma questo è speciale. Ho messo tanto di me stesso e credo che sia interessante e piacevole da vedere.»
Come molte altre pellicole del cineasta spagnolo, ha avuto una vita contrastata. Presentato a Cannes nel 1971, fu venduto ai produttori francesi Eurociné e C.F.F.P. che montarono nuove versioni aggiungendo ora scene erotiche, girate dallo stesso Franco (la versione intitolata Christina, princesse de l'érotisme), ora scene di zombi, girate da Jean Rollin.
Venne inserita anche una scena orgiastica senza gli attori principali girata da Pierre Querut.
Solo negli anni '90 l'edizione in VHS curata dalla Redemption ha riproposto il film in una versione quasi identica all'originale, eliminando gli inserti e ripristinando due scene tagliate.
Non meno deleteri sono stati i doppiaggi in inglese, tedesco e italiano, che hanno comportato drastici cambiamenti ai dialoghi (assenti per intere scene) e modifiche decisive alla colonna sonora di Bruno Nicolai, composta in stretta collaborazione col regista, recentemente pubblicata in CD da Digitmovies.
Il film è strutturato a sogni concentrici. Ogni volta che la ragazza precipita in un incubo si risveglia e ne parte uno nuovo ancor più straniante. Cosicché si ha l'impressione che non ci sia un solo momento di realtà in tutto il film.
A dispetto del titolo italiano nella versione originale la componente erotica è molto contenuta.

## Edizioni in DVD
Il film è uscito in DVD in Stati Uniti, Germania, Spagna, Francia, Gran Bretagna, Paesi Bassi e Giappone. L'edizione tedesca contiene i titoli di testa della versione horror curata da Jean Rollin, mentre quella statunitense, uscita per la Image Entertainment, costituisce la ricostruzione più fedele della versione originale.